# Іто Хірокі
Не варто плутати з іншим однойменним японським футболістом, про нього див. Іто Хірокі (футболіст, 1978).
Хірокі Іто (яп. 伊藤 洋輝, нар. 1 липня 1999, Хамамацу) — японський футболіст, півзахисник клубу «Штутгарт» і національної збірної Японії.

## Клубна кар'єра
Народився 1 липня 1999 року в місті Хамамацу. Вихованець футбольної школи клубу «Джубіло Івата». Дорослу футбольну кар'єру розпочав 2018 року в основній команді того ж клубу, в якій провів один сезон, взявши участь в одному матчі чемпіонату. 2019 року був відданий в оренду в клуб «Нагоя Грампус».

## Виступи за збірні
2018 року дебютував у складі юнацької збірної Японії. У 2018 році у складі збірної Японії до 19 років Іто взяв участь в юнацькому (U-19) кубку Азії в Індонезії. На турнірі він допоміг своїй команді здобути бронзові медалі турніру. Цей результат дозволив команді до 20 років кваліфікуватись на молодіжний чемпіонат світу 2019 року у Польщі, куди поїхав і Хірокі.
З командою до 23 років був учасником молодіжного чемпіонату Азії 2018 року в Китаї.

## Титули і досягнення
- Чемпіон Німеччини (1):

«Баварія»: 2024-25
- Володар Суперкубка Німеччини (1):

«Баварія»: 2025